# Tumpeng (Wonosari)
Tumpeng is een bestuurslaag in het regentschap Bondowoso van de provincie Oost-Java, Indonesië. Tumpeng telt 3301 inwoners (volkstelling 2010).